# Endotoxina
Les endotoxines (no s'ha de confondre amb enterotoxina) són toxines associades amb certs bacteris gram-negatius. Una "endotoxina" és una toxina que és una molècula estructural del bacteri que és reconegut pel sistema immunitari.

## Lipopolisacàrids i altres endotoxines

### Gram negatives

Estructura d'un lipopolisacàrid

Els exemples prototípics d'una endotoxina són els lipopolisacàrids (LPS) o lipooligosacàrids (LOS), que es troben en la membrana externa de diversos bacteris gram negatius i són un component important de la seva capacitat per causar malalties. El terme lipopolisacàrid (LPS) sovint s'usa com a sinònim d'endotoxina per raons històriques dels seu descobriment. Al segle xix va quedar clar que els bacteris podien secretar toxines a l'ambient i aquestes es van anomenar "exotoxines" després es va veure que els efectes de les endotoxines eren deguts, de fet, als lipipolisacàrids.
Els lipopolisacàrids consten de cadenes d'un sucre i un lípid el qual es coneix com a lípid A, que és el responsable dels efectes tòxics. La cadena de polisacàrids és molt variable entre els diferents bacteris. Les endotoxines tenen ua mida aproximada de 10 kDa (Daltons) però poden formar grans agregats de més de 1000 kDa. Els humans són capaços de produir anticossos després de l'exposició, però aquests anticossos estan generalment dirigits a la cadena de polisacàrids i no protegeixen contra una gran varietat d'endotoxines. Les endotoxines són les responsables en gran part de les dramàtiques manifestacions clíniques d'infeccions amb bacteris gram negatius patògens com són Neisseria meningitidis, que, entre altres malalties, causa la meningitis.

### Gram positives
- L'endotoxina delta del Bacillus thuringiensis fa cossos similars a cristalls dins els bacteris. És tòxica per les larves d'insectes que s'alimenten de les plantes, però inofensiva en humans, ja que els humans no tenen els enzims i receptors necessaris per processar aquesta toxina.

- Estudis de 1979 mostrarien que Listeria monocytogenes pot produir una substància similar a una endotoxina.[2] Però altres estudis no ho han confirmat.[3]

## Contaminació per endotoxines
Les endotoxines són contaminants freqüents en les preparacions de laboratori de plàsmids de l'ADN i s'han de treure de l'ADN o la proteïna per evitar respostes inflamatòries en l'aplicació terapèutica genètica in vivo
També l'albúmina de l'ou es pot contaminar amb endotoxines.
En la producció de productes farmacèutics cal eliminar totes les traces d'endotoxines. Les temperatures per sobre de 300 °C descomponen aquestes substàncies.

## Endotoxèmia
La presència d'endotoxines en la sang s'anomena endotoxèmia. Pot portar a un xoc sèptic.